# Javali-de-sumatra
O javali-de-sumatra (Sus scrofa vittatus) é uma subespécie de javali (Sus scrofa) nativa da Sumatra e da Península Malaia, bem como de ilhas adjacentes como Java, Sumbawa, Célebes, Filipinas e Nova Guiné.

## Descrição
O javali-de-sumatra é geralmente menor do que outras subespécies de javali, com uma coloração marrom-escura a preta. Possui cerdas mais esparsas e um focinho mais curto. Os machos são um pouco maiores que as fêmeas e apresentam presas mais desenvolvidas, que são usadas em combates territoriais e durante a época de acasalamento.

## Habitat e Comportamento
Esta subespécie é encontrada em uma variedade de habitats, incluindo floresta tropical, pântanos e áreas agrícolas. É um animal onívoro, alimentando-se de raízes, tubérculos, frutas, insetos, pequenos vertebrados e carniça.
São animais principalmente noturnos, embora possam ser vistos durante o dia em áreas com menos perturbação humana. Eles vivem em grupos sociais, geralmente liderados por uma fêmea mais velha, enquanto os machos adultos tendem a ser mais solitários.

## Conservação
O javali-de-sumatra é classificado como "Pouco Preocupante" pela IUCN. No entanto, a população local enfrenta ameaças de perda de habitat devido ao desmatamento para a agricultura (especialmente plantações de óleo de palma), bem como a caça para alimentação e controle de pragas. Embora não esteja globalmente ameaçado, a fragmentação do habitat pode levar ao isolamento genético das populações.

## Relação com Humanos
Em algumas regiões, os javalis-de-sumatra são considerados pragas agrícolas, pois podem causar danos significativos às plantações. Consequentemente, a caça e o abate desses animais são praticados por comunidades locais.